# Gnomidolon subfasciatum
Gnomidolon subfasciatum là một loài bọ cánh cứng trong họ Cerambycidae.